# Seznam vrcholů v Branisku
Seznam vrcholů v Branisku zahrnuje pojmenované vrcholy s nadmořskou výškou nad 800 m. K sestavení seznamu bylo použito map dostupných na stránkách hiking.sk. Jako hranice pohoří byla uvažována hranice stejnojmenného geomorfologického celku.

## Seznam vrcholů
| #   | Vrchol        | Výška (m) | Souřadnice                       | Podcelek   | Přístup                                            |
| --- | ------------- | --------- | -------------------------------- | ---------- | -------------------------------------------------- |
| 1.  | Smrekovica    | 1199      | 49°02′48″ s. š., 20°52′17″ v. d. | Smrekovica | modrá turistická značka · žlutá turistická značka  |
| 2.  | Patria        | 1170      | 49°01′11″ s. š., 20°53′06″ v. d. | Smrekovica | žlutá turistická značka                            |
| 3.  | Sľubica       | 1129      | 48°58′24″ s. š., 20°52′20″ v. d. | Sľubica    | zelená turistická značka                           |
| 4.  | Nad Bučom     | 1104      | 49°02′24″ s. š., 20°53′03″ v. d. | Smrekovica | neznačeno                                          |
| 5.  | Zvolanská     | 1064      | 49°00′25″ s. š., 20°53′40″ v. d. | Smrekovica | neznačeno                                          |
| 6.  | Petrova hora  | 1046      | 49°02′39″ s. š., 20°51′30″ v. d. | Smrekovica | neznačeno                                          |
| 7.  | Suchý hrb     | 1045      | 48°59′03″ s. š., 20°52′13″ v. d. | Sľubica    | neznačeno                                          |
| 8.  | Brezová       | 1042      | 48°59′15″ s. š., 20°53′16″ v. d. | Sľubica    | neznačeno                                          |
| 9.  | Kravcová      | 1036      | 49°02′42″ s. š., 20°53′31″ v. d. | Smrekovica | modrá turistická značka                            |
| 10. | Rajtopíky     | 1036      | 48°59′44″ s. š., 20°51′57″ v. d. | Sľubica    | zelená turistická značka                           |
| 11. | Rudník        | 1024      | 49°00′09″ s. š., 20°51′36″ v. d. | Sľubica    | neznačeno                                          |
| 12. | Homoľka       | 970       | 49°02′09″ s. š., 20°54′37″ v. d. | Smrekovica | neznačeno                                          |
| 13. | Zadný Moravec | 959       | 48°57′58″ s. š., 20°53′36″ v. d. | Sľubica    | neznačeno                                          |
| 14. | Boldigaň      | 939       | 49°03′15″ s. š., 20°53′45″ v. d. | Smrekovica | modrá turistická značka · zelená turistická značka |
| 15. | Kamenčie      | 885       | 48°57′38″ s. š., 20°54′20″ v. d. | Sľubica    | neznačeno                                          |
| 16. | Červená skala | 875       | 49°03′37″ s. š., 20°55′18″ v. d. | Smrekovica | neznačeno                                          |
| 17. | Suchý vrch    | 801       | 49°02′57″ s. š., 20°54′54″ v. d. | Smrekovica | neznačeno                                          |